# I Love Brazil!
I Love Brazil! — студийный альбом американской певицы Сары Воан, записанный при участии бразильских музыкантов Милтона Насименту, Дори Кайми и Антониу Карлоса Жобина. Первоначально альбом был выпущен лейблом RCA Victor в 1977 году в Бразилии под названием O Som Brasileiro De Sarah Vaughan, но позже был переиздан Pablo Records в других странах с новыми треками.
Это был первый альбом Воан в стиле босанова/MPB, далее последовали Copacabana (1979) и Brazilian Romance (1987).

## Отзывы критиков
| Оценки критиков               | Оценки критиков |
| Источник                      | Оценка          |
| ----------------------------- | --------------- |
| AllMusic                      | [ 2 ]           |
| Encyclopedia of Popular Music | [ 3 ]           |

В рецензии AllMusic от Рона Уинна написал: «Записи Сары Воан на последнем этапе её великолепной карьеры не всегда соответствовали её обычным стандартам, но этот сет конца 70-х, посвященный бразильской музыке, стал превосходным исключением. Воан звучит так же восхитительно и великолепно, как и всегда, исполняя песни легендарных композиторов Антониу Карлоса Жобина и Милтона Насименту, а также новых голосов, такие как Доривал Кайми, Оскар Кастро-Невес и Эумир Деодату, среди многих других. Бэк-вокал и ритмы не были американизированной кашей, а точно отражали звучание современной Бразилии того времени».
Номинация на «Грэмми» за лучшее джазовое вокальное исполнение

## Список композиций
1. «If You Went Away (Preciso Aprender a Ser Só)» (Рэй Гилберт, Маркос Валле, Паулу Сержиу Валле) — 4:25
2. «Triste» (Антониу Карлос Жобин) — 2:58
3. «Roses and Roses (Das Rosas)» (Доривал Кайми, Рэй Гилберт) — 3:23
4. «Empty Faces (Vera Cruz)» (Лейни Холл, Милтон Насименту) — 6:26
5. «I Live to Love You (Morrer de Amor)» (Оскар Кастро-Невес, Луверчи Фьорин, Рэй Гилберт) — 3:54
6. «The Face I Love (Seu Encanto)» (Рэй Гилберт, Карлос Пингарилью, Маркос Валле) — 3:29
7. «Courage (Coragem)» (Милтон Насименту, Кути Уильямс) — 3:42
8. «The Day It Rained (Chuva)» (Педру Кармагу, Дурвал Феррейра, Рэй Гилберт) — 4:40
9. «A Little Tear (Razão de Viver)» (Эумир Деодату, Рэй Гилберт, Паулу Сержиу Валле) — 4:07
10. «Like a Lover (Cantador)» (Алан Бергман, Мэрилин Бергман, Доривал Кайми, Нелсон Мотта) — 4:45

Бонус-треки переиздания 1994 года
1. «Bridges (Travessia)» (Милтон Насименту, Фернанду Брант, Джин Лис) — 4:12
2. «Someone to Light Up My Life (Se Todos Fossem Iguais a Vocë)» (Антониу Карлос Жобин, Винисиус ди Морайс, Джин Лис) — 3:26

## Участники записи
- Акустический бас-гитара — Клаудиу Бертрами, Сержиу Баррозу
- Акустическая гитара — Хелио Делмиро
- Аранжировка — Жозе Роберту Бертрами
- Аранжировка, фортепиано — Эдсон Фредерику
- Вокал — Сара Воан
- Вокал — Данило Каймми (3)
- Вокал, акустическая гитара — Милтон Насименту (7)
- Губная гармоника — Маурисиу Эйнхорн
- Перкуссия — Ариовальдоу, Шику Батера
- Ударные — Уилсон Дас Невес
- Фортепиано — Антониу Карлос Жобин
- Флейта — Данило Каймми, Паулу Жобин
- Электрический бас — Новелли
- Электрогитара — Нелсон Анджелу
- Электропианино, орган — Жозе Роберту Бертрами